# Alebäckasjön
Alebäckasjön är ett naturreservat i Falköpings kommun i Västergötland.

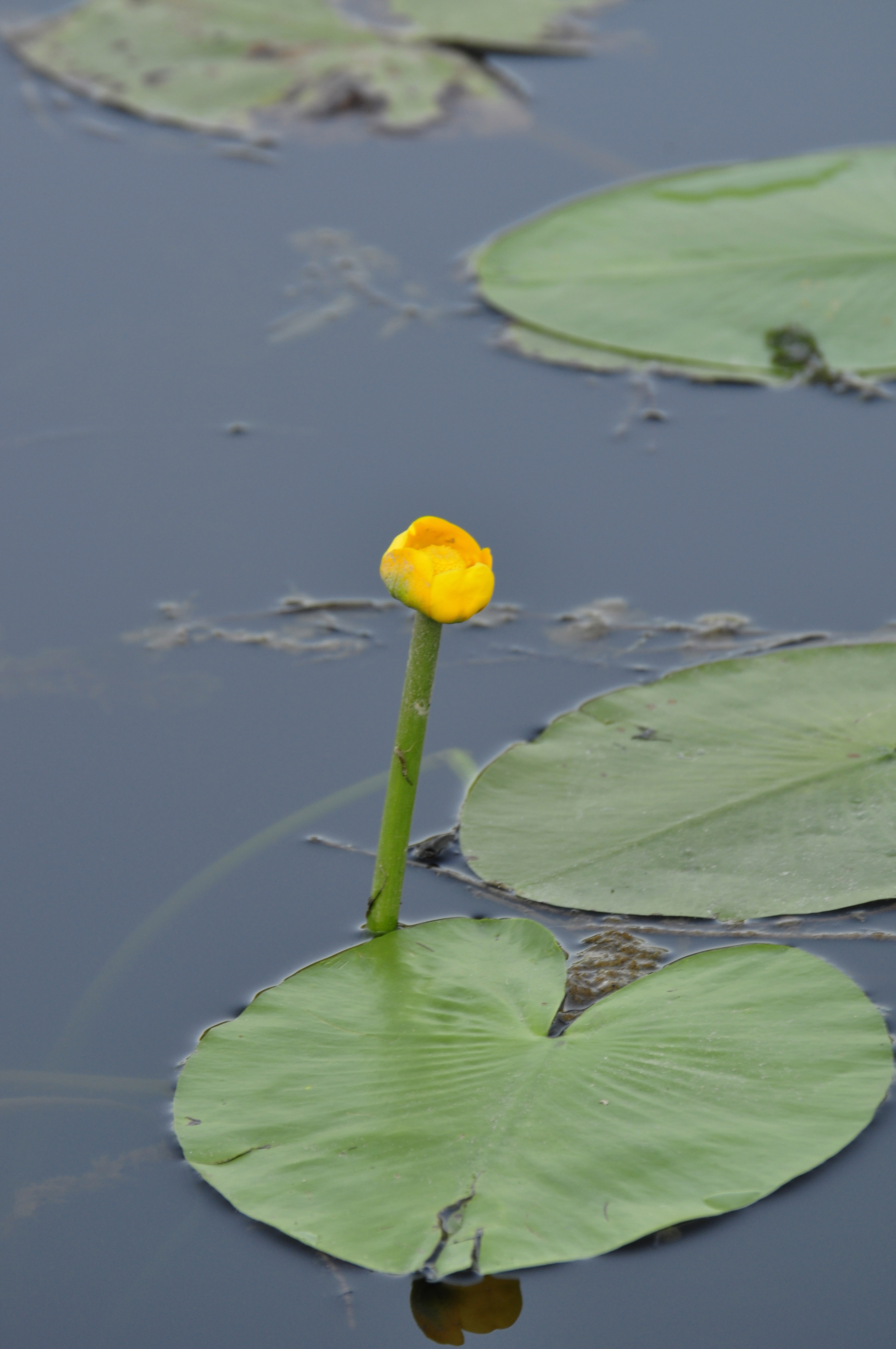
Gul näckros

Alebäckasjön med omgivande våtmarker ingår i en grupp våtmarker med grusmark. Stora delar av sjöns yta täcks av gul och vit näckros. I strandkärret runt sjön växer bland annat säv och kaveldun. 
Området är skyddat sedan 1970 och omfattar 1 hektar. Det är beläget mellan Skövde och Tidaholm. Reservatet ingår i EU:s ekologiska nätverk av skyddade områden, Natura 2000.